# Escritura pegón

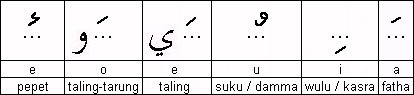
Vocales del pegón

El pegón es una escritura árabe utilizada para escribir los idiomas javanés y sondanés, como una alternativa a la escritura latina o la escritura javanesa, y la antigua escritura sundanesa, en particular, se utilizó para la escritura religiosa y la poesía del siglo XV, particularmente en la escritura de comentarios del Corán, incluye símbolos para sonidos que no están presentes en el árabe estándar moderno. Ha sido estudiado mucho menos que su contraparte del alfabeto jawi para el Idioma malayo, el Idioma achenés y el Idioma minangkabau.

## Etimología
La palabra pegón se originó a partir de una palabra javanesa pégo, que significa "desviarse", debido a la práctica de escribir el idioma javanés con escritura árabe, que los javaneses consideraban poco convencional. 

## Historia
Uno de los ejemplos más antiguos del uso del pegón puede ser Masa'il al-ta'lim, un trabajo sobre la ley islámica escrito en árabe con traducción interlineal y comentarios marginales en javanés. El manuscrito está fechado en 1623 y escrito en dluwang, un papel hecho de la corteza del árbol de morera.

## Comparación de Jawi y Pegon
La principal diferencia entre el jawi y el pegón es que este último casi siempre se escribe con signos vocales. Dado que el idioma javanés contiene más aksara swara (signos vocálicos) que su contraparte malaya, los signos vocálicos deben escribirse para evitar confusiones. Además del malayo, el idioma javanés también utiliza un sistema de escritura similar sin signos vocálicos llamado gundhul.   

## Transliteración
La Biblioteca del Congreso de los Estados Unidos publicó un estándar de romanización del jawi y del pegón en el 2012.